# 7912 Lapovok
A 7912 Lapovok (ideiglenes jelöléssel 1978 PO3) a Naprendszer kisbolygóövében található aszteroida. Nyikolaj Sztyepanovics Csernih fedezte fel 1978. augusztus 8-án.